# Émile Baudot
Pour les articles homonymes, voir Baudot.
Jean Maurice Émile Baudot, né à Magneux (Haute-Marne) le 11 septembre 1845 et mort  à Sceaux (Hauts-de-Seine) le 28 mars 1903, est un ingénieur en télégraphie français.
Autodidacte, il est l'inventeur du code Baudot utilisé par les téléscripteurs, ainsi que du télégraphe Baudot, améliorant la vitesse et l'efficacité des télégraphes de l'époque, et adopté internationalement.

## Biographie

### Jeunesse et formation
Issu d'une famille modeste, il grandit dans la ferme familiale. Son père, Pierre Émile Baudot est également maire Magneux. Il ne reçoit qu'une éducation primaire et est destiné à devenir cultivateur comme ses parents.  
En 1869, il postule comme commis remplaçant dans l'administration des Télégraphes à Chaumont, où il est affecté à l'utilisation d'un manipulateur morse de type Mayer.  En 1870, il part à Paris pour être formé sur le télégraphe Hugues, exploité par l'administration française des Télégraphes de 1860 à 1948. Après ce stage, il est muté à Bordeaux avec une promotion en août 1870.
La guerre de 1870 éclate, et Baudot est mobilisé dans un service de télégraphie optique. Il est libéré en 1872, après avoir obtenu le grade de lieutenant. Il réintègre son affectation à Bordeaux.
Il se distingue par son esprit curieux, et examine attentivement le fonctionnement et principes des appareils télégraphiques, et en propose même des améliorations. Conscient de ses lacunes théoriques, il étudie en autodidacte l'électromécanique et cherche à concevoir un appareil télégraphique plus performant. Il se passionne pour ses études et recherches, qui occupent tous ses loisirs, et est bientôt remarqué par son chef Héquet du bureau central de Paris, qui lui accorde une promotion en 1873, malgré des erreurs de transmission - dues à la fatigue de ses études - qui faillirent lui coûter son poste.

### Invention du télégraphe Baudot
Il pense à une machine permettant quatre transmissions simultanées sur un seul fil, muni d'un clavier à l'émission et d'un dispositif d'impression directe à la réception des caractères typographiques. Les caractères sont codés par impulsions, comme le code Morse, mais amélioré pour aboutir au code Baudot. Contrairement au code Morse, le code Baudot a une taille fixe pour chaque caractère, permettant une automatisation plus facile, et devient un des premiers codage des caractères binaire.
Soutenu par son chef Héquet, il négocie avec l'administration pour qu'elle subventionne ses recherches et la construction d'un prototype, ce qui est accepté, mais il doit d'abord déposer un brevet. 
Le 17 juin 1874, il dépose le brevet pour un "système de télégraphie rapide" et imprimante permettant quatre transmissions simultanées sur un fil, utilisant son code, et nomme son invention le télégraphe Baudot. Ce système multiplie le rendement des lignes par quatre. Il envoie un "Mémoire à l'administration" décrivant son brevet, ce qui déclenche l'élaboration d'un prototype. Le codage est originellement sur 6 bits dans ce brevet.
Mais Baudot a encore d'autres idées et améliore encore son concept pour le prototype. Ce système permet d'assurer cinq secteurs de transmission distincts. Le code Baudot prend sa forme définitive en 5 bits et courant de repos. Le prototype est construit sur ce principe, et est testé pour la première fois en décembre 1875. Le 2 mars 1876, Baudot brevette un "système d'appareil télégraphique multiple imprimeur". En juillet 1877, il est testé avec succès entre Paris et Bordeaux.
À l'Exposition universelle de 1878, il gagne la médaille d'or, ainsi que les félicitations d'ingénieurs du monde entier, pour son appareil télégraphique quintuple.
Baudot accède par concours au grade de contrôleur en 1880 et devient inspecteur-ingénieur en 1882.

### Mise en oeuvre du télégraphe, et perfectionnement

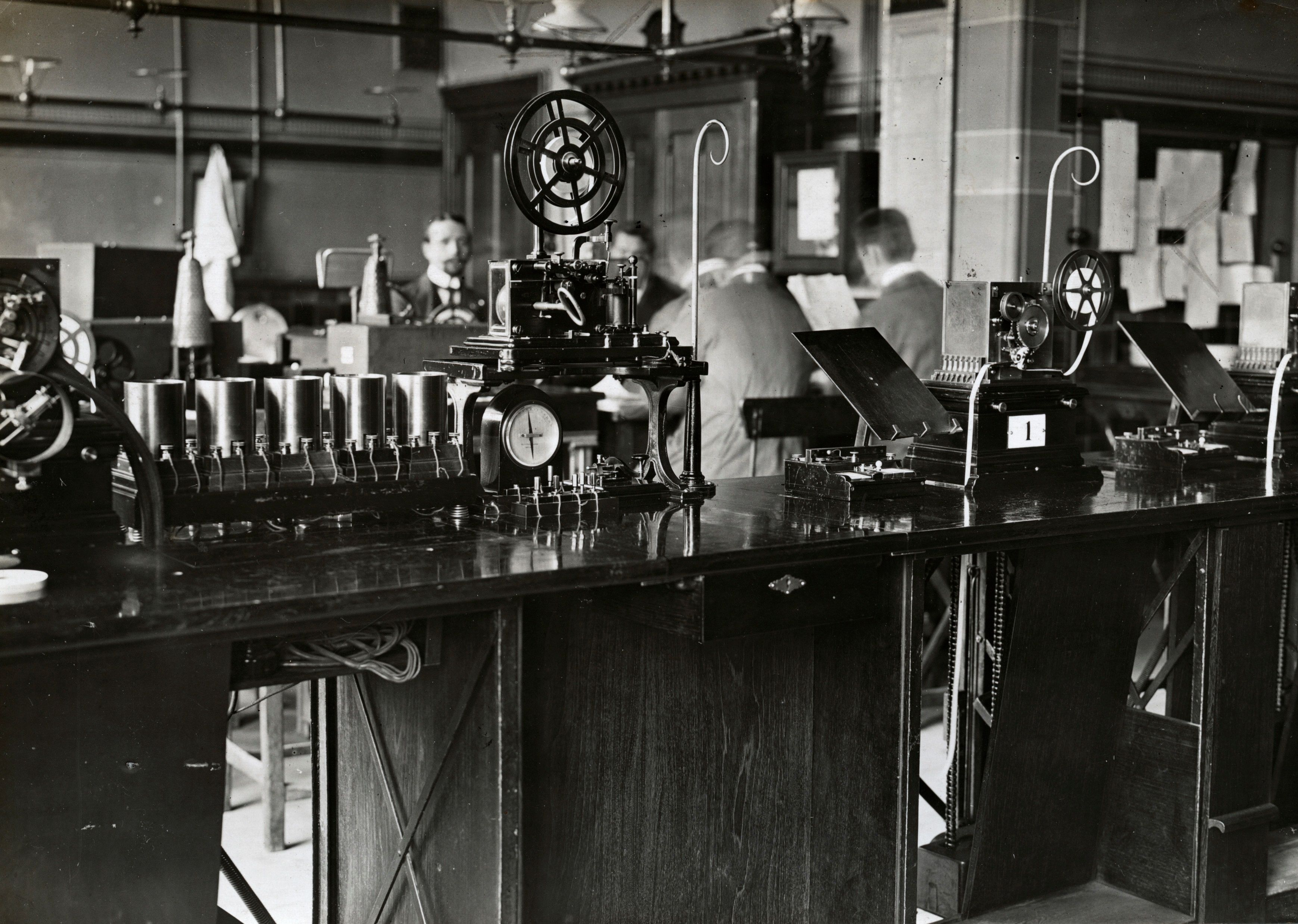
Exemplaire de télégraphe Baudot. Au second plan (chiffre 1) le terminal d'entrée. Au premier plan le système de réception avec ses 5 électro-aimants et le système d'impression.

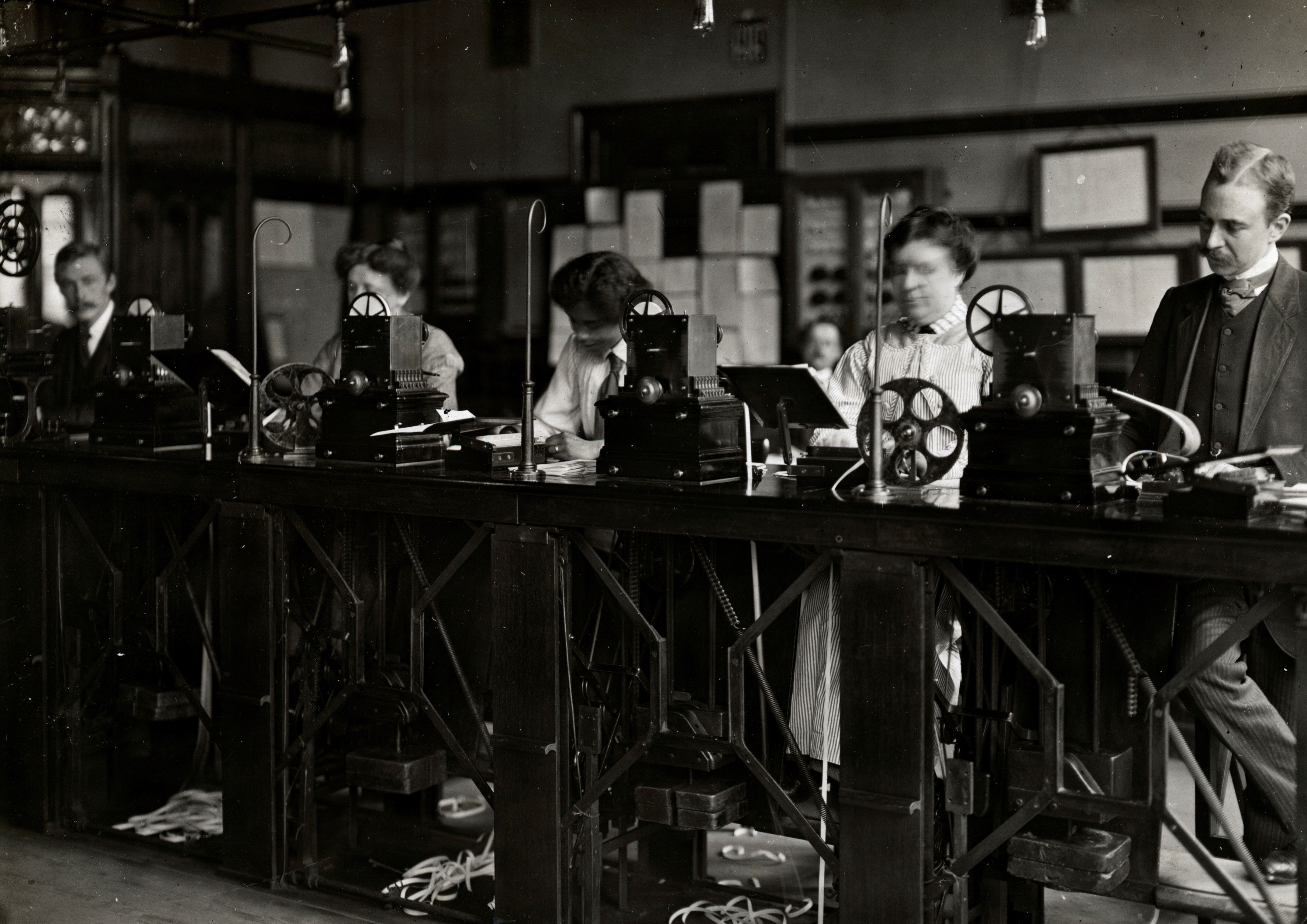
Opérateurs simultanés sur un système Baudot.

Il perfectionne sans cesse son appareil. En 1881, il présente un récepteur Baudot amélioré. Il présentera à nouveau son appareil à l'Exposition universelle de 1900.
En juillet 1887, il expérimente la transmission duplex et remplace les émetteurs et récepteurs par un enregistreur. À la fin de l'année, le télégraphe Baudot remplace le télégraphe Hughes sur la ligne Paris-Rome (1700 km). Le premier télégramme transmis par cette ligne annonce l'élection de Sadi Carnot à la présidence de la République Française.
Durant 20 ans, il installe des télégraphes et des lignes dans le monde entier. Il établit des liaisons entre Paris et Vienne, Berne, Berlin, Londres et Hambourg et le Havre. Avec l'ingénieur Picart, il adapte son système aux câbles sous-marin entre Marseille et Alger (1899), et entre Paris et Alger (1903).
Le télégraphe est également adopté dans le service intérieur en en Hollande (1885), Italie (1887),  Brésil (1897), Belgique (1909).. 
Il meurt à son domicile de Sceaux, le 28 mars 1903, des suites d'une longue maladie.
Le système Baudot est adapté aux transmissions sans fil en 1927, et restera en fonction jusqu'en 1956 sur certaines lignes.

## Le système Baudot

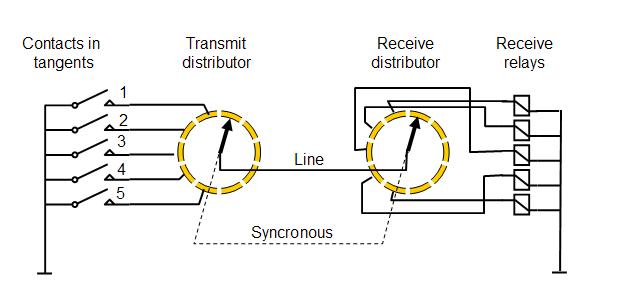
Schéma du système Baudot.

Le système Baudot consiste à émettre une série d'impulsions électriques positives ou négatives, de durée égale, codant un caractère alphanumérique codé en code Baudot à 5 bits. C'est une transmission série. Les impulsions sont émises en agissant sur un clavier à cinq touches, et en tournant une manivelle ce qui envoie les cinq impulsions en série.
Du côté réception, les impulsions agissent sur des électro-aimants qui restituent les cinq bits qui sont traduits automatiquement en caractères et imprimés.
Les cinq touches permettent de coder 58 signes en code Baudot, du fait de l'utilisation d'une impulsion "blanc de chiffre" ou "blanc de lettre", agissant à la manière d'une touche majuscule. Ils sont émis à la vitesse de 12 codes par seconde, soit 60 impulsions (60 bauds). De plus, le système permet à six opérateurs d'opérer simultanément, et d'envoyer leur messages en même temps sur la même ligne. Dans cette configuration, le système permet d'émettre 18 caractères par seconde, soit 90 bauds. Les caractères des différents messages sont entrelacés dans un ordre déterminé, permettant au système récepteur de les restituer dans le bon ordre sur des impressions différentes.

## Décorations
- Officier de la Légion d'honneur en 1898 (chevalier en 1879)
- Chevalier de l'ordre de François-Joseph
- Chevalier de l'ordre des Saints-Maurice-et-Lazare

## Postérité
- Le terme « baud » (mesure du nombre de symboles transmis par seconde par un signal modulé) est dérivé de son nom.
- En Méditerranée, un relief sous-marin porte son nom, le mont Émile Baudot et l'escarpement Émile-Baudot[3]. Il s'agit d'une chaîne montagneuse sous-marine d'environ 180 kilomètres de long, de dénivelé entre 850 et 1750 mètres, comportant des points volcaniques située entre Minorque et Ibiza.
- En 1949, les PTT émettent une série de timbres concernant des personnages ayant particulièrement contribué à l'essor de la télégraphie et de la téléphonie, à l'occasion du Congrès International de Télégraphie et de Téléphonie qui a lieu à Paris en cette même année. Émile Baudot y figure aux côtés de Claude Chappe, François Arago, André-Marie Ampère et Gustave Ferrié[4]. Il en fut de même avec une série de télécartes en 1993.
- Plusieurs voies portent son nom en France, avenue (Massy) et rues (Chaumont, Les Clayes-sous-Bois, Palaiseau).